# Leucipe e Clitofonte
As Aventuras de Leucipe e Clitofonte (em grego clássico: τὰ κατὰ Λευκίππην καὶ Kλειτoφῶντα ), escritas por Aquiles Tácio em oito livros, é o segundo mais longo dos cinco romances sobreviventes da Grécia Antiga e o único a exibir humor genuíno.

## Datação
Das seis cópias em papiro, a mais antiga é P. Oxy LVI 3836, originalmente datada por Parsons do século II. Esta data foi posteriormente confirmada por Cavallo para a primeira metade do século II, e mais recentemente por Del Corso para o primeiro quartel do século II. Se esta datação for aceita para a cópia mais antiga do romance que sobreviveu, então sua composição original pode ser plausivelmente adiada para o final do primeiro século.
Todas as tentativas de datar o romance com base em suas vagas referências históricas internas ou em bases estilísticas não conseguiram até agora obter aceitação geral.
Contudo, a ligação da rebelião dos bucoli (literalmente “pastores”, bandidos) de 172 d.C. à história de A. T. merece tratamento separado. Observada pela primeira vez por Altheim, a afirmação em IV.18.1 de que de Alexandria uma grande força militar foi enviada para arrasar a cidade dos bucoli, também é descrita em Dião Cássio (LXXI.12.4) e na Historia Augusta. (Marc. Aurélio. XXI, 2). Dião Cássio relata como os buccoi capturaram o amigo de um centurião e, depois de fazer um juramento sobre suas entranhas, as devoraram, assim como os bucoli fizeram com as supostas entranhas de Leucipe (II.15.5). A.T. dá o nome da capital dos bandidos como Nicochis (IV.12.8), e este nome também aparece no Papiro Thmouis 1, que descreve a mesma rebelião dos bucoli. Além disso, AT parece concordar com o papiro ao localizar Nicochis no nome mendesiano, perto de Thmouis, por causa de sua descrição da viagem de barco de Pelúsio a Alexandria. Existem apenas duas rotas possíveis: via Mênfis ou através do canal bútico. A.T. não menciona Mênfis, a segunda maior cidade do Egito, e quando os bandidos os atacam, ele diz que o rio ali é “muito estreito” (III.9.3) e que seu capitão teve que recuar, em vez de virar para águas mais profundas. É claro que eles estão no canal Butic, que passa pelo nome mendesiano, e não no braço pelúsico, muito maior, do Nilo. Estas fortes alusões sugerem que Aquiles Tácio baseou esta parte do seu romance em acontecimentos históricos recentes.

## Influência
Paralelos literários foram encontrados entre Leucipe e Clitofonte e os Atos Cristãos de André, que são composições aproximadamente contemporâneas.